# ディーキン大学
ディーキン大学（ディーキンだいがく, 英語: Deakin University）は、オーストラリア・ビクトリア州の公立大学である。
メルボルンの近郊のen:バーウッドおよびジーロングにメインキャンパスをもつ。
ディーキンの名称は第2代のオーストラリアの首相、アルフレッド・ディーキンにちなむ。
学生数は約 60,000 人で、オーストラリアで 7 番目に大きい大学です。 QS 世界大学ランキング および ARWU ランキングによると、ディーキン大学は世界で最高の大学の 1 つです。

## 概要
- 大学の設立は、1887 年にジーロングにゴードン技術カレッジが開校したことに始まり、その後 1974 年にジーロングの州立カレッジと合併してディーキン大学が設立されました。60,000人を越える生徒が４つのキャンパス、オフキャンパスで在学中。留学生は7,000人を越える。
- ディーキンはオーストラリア政府から資金を受けており、Australian Vice-Chancellors’ Committee及びAssociation of Commonwealth Universitiesの会員大学になっている。ディーキン大学の学位は世界中の大学だけでなくオーストラリアの専門職協会にも認められている。
- ディーキン大学は優れた教授法と革新的なコースの提供によって、数多くの賞を受賞。名誉あるAustralian University of the Yearを２回受賞している。
- Study Abroad(短期正規学部留学）を行っている。学習経験をより豊かにし、オーストラリアの新しい文化に触れる機会を提供。プログラム期間は１もしくは２セメスターで、在学している大学で単位が認定される場合もある。
- MBAは2008年5つ星を獲得。
- 付属英語学校はメルボルン最大の語学学校の一つとなっている。ディーキン大学附属英語学校（Deakin University English Language Institute）は1998年から留学生向けの英語の集中プログラムを提供している。ディーキン大学や他の高等教育機関へ入学するために必要な英語力の育成において高い評価を獲得。進学用の英語コースだけではなく一般英語やビジネス英語などのコースも提供。実際の生活や大学の授業で役立つ実践的な英語のプログラムを初心者レベルから上級者レベルまで用意している。500人以上の生徒が在学中（2008年現在）。(なお上記の学生数には語学学生は含まれておらず）

## 学術組織
- Faculty of Arts
  - Research and Graduate Studies
  - School of Communication and Creative Arts
  - School of History Heritage and Society
  - School of International and Political Studies

- Faculty of Business and Law
  - Bowater School of Management and Marketing
  - School of Accounting, Economics and Finance
  - School of Law
  - School of Information Systems
  - Deakin Business School

- Faculty of Education
  - Research and Doctoral Studies
  - School of Education

- Faculty of Health, Medicine, Nursing and Behavioural Sciences
  - School of Exercise and Nutrition Sciences
  - School of Health and Social Development
  - School of Nursing
  - School of Medicine

- Faculty of Science and Technology
  - School of Engineering and Information Technology
  - School of Life and Environmental Sciences

- Institutes
  - Institute of Koorie Education
  - Institute of Teaching and Learning

## 付属学校
- Deakin University English Language Institution (DUELI)(ディーキン大学付属英語学校)

- Melbourne Institute Business and Technology (MIBT)
  - サティフィケート、ディプロマ